# Mindflayer
Mindflayer est un groupe de noise rock originaire de Providence (Rhode Island) et formé de Brian Chippendale (de Lightning Bolt) et Matt Brinkman (de Forcefield). Le groupe est né à Fort Thunder.
Une grande partie de l'identité de Mindflayer, jusque dans leur nom et les pochettes de certains albums, sont d'obscures références à l'univers de Donjons et Dragons. Le nom du groupe fait référence au flagelleur mental.

## Discographie

### Autoproduction
- Raise Your Tentacles and Yell! (publié sur le site officiel) (2000)

### Albums studio
- It's Always 1999 (Ooo Mau Mau/Load) (2001/2004)
- Take Your Skin Off (Bulb) (2003)
- Die & Mold Services (Corleone) (2004)
- Expedition to the Hairier Peaks (Corleone) (2005)

### Singles
- Split (avec Prurient) (Important Records) (2007)

### Apparitions sur des compilations
- Old Tyme Lemonade compilation (Hospital Productions) (2004)

## Sources/Références
- (en) Cet article est partiellement ou en totalité issu de l’article de Wikipédia en anglais intitulé « Mindflayer (band) » (voir la liste des auteurs).